# Nothing Lasts... But Nothing Is Lost
Nothing Lasts... But Nothing Is Lost – trzeci studyjny album brytyjskiej grupy muzycznej Shpongle, wydany 16 czerwca 2005 roku.

## Lista utworów
1. "Botanical Dimensions" – 4:37
2. "Outer Shpongolia" – 2:33
3. "Levitation Nation" – 3:40
4. "Periscopes of Consciousness" – 1:54
5. "Schmaltz Herring" – 2:21
6. "Nothing Lasts..." – 4:28
7. "Shnitzled in the Negev" – 4:18
8. "...But Nothing Is Lost" – 4:39
9. "When Shall I Be Free?" – 4:37
10. "The Stamen of the Shamen" – 4:11
11. "Circuits of the Imagination" – 3:12
12. "Linguistic Mystic" – 1:36
13. "Mentalism" – 2:54
14. "Invocation" – 2:40
15. "Molecular Superstructure" – 4:47
16. "Turn Up the Silence" – 3:22
17. "Exhalation" – 2:16
18. "Connoisseur of Hallucinations" – 3:59
19. "The Nebbish Route" – 3:36
20. "Falling Awake" – 1:50